# Louis Puissant

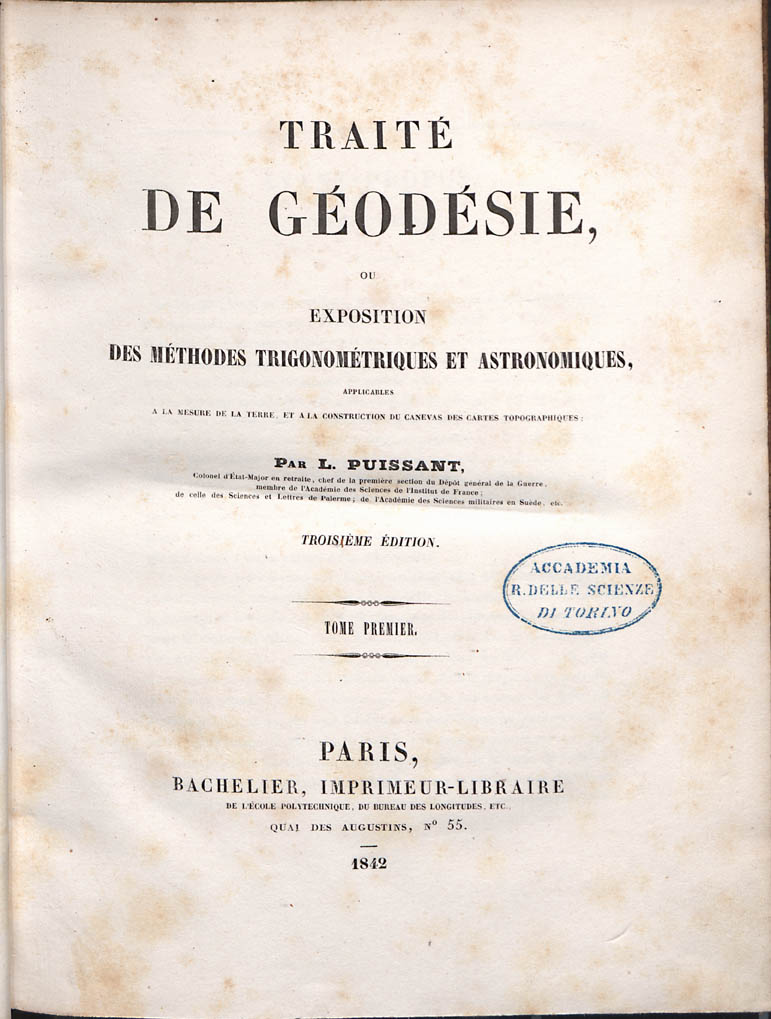
Traité de géodésie, 1842

Louis Puissant (Le Châtelet-en-Brie, 22 septembre 1769 - Paris, 10 janvier 1843) est un ingénieur géographe et mathématicien français.

## Biographie
Entraîné de bonne heure par son goût pour les sciences exactes, il est nommé colonel au corps des ingénieurs géographes de l’armée des Pyrénées occidentales en 1792, puis professeur à l’école centrale d'Agen en 1795. En 1802 et 1804, il est chargé de lever les cartes de l’île d’Elbe en Italie. Il est élu membre de l'Académie des sciences en 1828.
En 1824 il invente le panorographe, appareil destiné à obtenir immédiatement, sur une surface plane, le développement de la vue perspective des objets qui entourent l’horizon.
Outre plusieurs mémoires, il est l’auteur d'ouvrages de géodésie et de mathématiques.
De son mariage avec Françoise Coutet est issu un fils, Louis (1793-1836), qui fut diplômé de l'École polytechnique.

## Principales publications
- Recueil de diverses propositions de géométrie, résolues ou démontrées par l'analyse algébrique, suivant les principes de Monge et de Lacroix, à l'usage de ceux qui suivent le traité élémentaire d'application de l'algèbre à la géométrie de ce dernier (1801)
- Traité de géodésie ou exposition des méthodes astronomiques et trigonométriques, appliquées soit à la mesure de la terre, soit à la confection du canevas des cartes et des plans (1805)
- Traité de topographie, d'arpentage et de nivellement (1807)
- Cours de mathématiques à l'usage des écoles impériales militaires (1809)
- Supplément au second livre du Traité de topographie, contenant la théorie des projections des cartes (1810)
- Supplément au Traité de géodésie (1827)
- Nouvelle Description géométrique de la France (2 volumes, 1832-1840)

## Distinction
- Officier de la Légion d'honneur[1].

### Biographie
- Léonce Élie de Beaumont, Éloge historique de Louis Puissant, lu dans la séance publique annuelle du 14 juin 1869, dans Mémoires de l'Académie des sciences de l'Institut de France, Gauthier-Villars, Paris, 1870, tome 37, IIe partie, p. I-LXIV (lire en ligne)
- Patricia Mary et Jean-Claude Radigon, Louis Puissant 1769-1843: l'homme, le géographe, le mathématicien, Société d'histoire du Châtelet-en-Brie, 2023 (ISBN 9782951260672, lire en ligne)